# ایشتوان توت (بازیکن فوتبال)
ایشتوان توت (مجاری: István Tóth; ۲۸ ژوئیهٔ ۱۸۹۱ – ۶ فوریهٔ ۱۹۴۵) بازیکن و مربی فوتبال اهل مجارستان بود.
از باشگاه‌هایی که در آن بازی کرده‌است می‌توان به باشگاه فوتبال فرنتس‌واروش اشاره کرد.
وی همچنین در تیم ملی فوتبال مجارستان بازی کرده‌است.